# Équitation aux Jeux olympiques d'été de 1928
Navigation
Paris 1924 Los Angeles 1932
Les épreuves d'équitation aux Jeux olympiques d'été de 1928 à Amsterdam incluaient le concours complet, le saut d'obstacles et le dressage. Pour la première fois, ces trois disciplines disposent d'un classement en individuel et par équipe, ce qui est encore le cas aujourd'hui aux jeux olympiques d'été.
Les différents règlements sont améliorés, la difficulté des épreuves est ajustée et l'Allemagne fait son retour avec succès parmi les nations sportives après en avoir été exclue à la suite de la Première Guerre mondiale.

## Organisation

### Sites et affluence
Toutes les épreuves sauf celles de saut d'obstacles se déroulent sur quatre jours à environ 30 km d'Amsterdam dans la ville d'Hilversum et ses alentours. Les deux épreuves de saut d'obstacles ont eu lieu au Stade olympique d'Amsterdam.
En incluant l'obstacle qui a eu lieu juste avant la cérémonie de clôture, 57 501 spectateurs payants ont assisté aux épreuves équestres. Ce qui en fait la troisième discipline en termes d’affluence, derrière le football (251 747 spectateurs) et l'athlétisme (103 282 spectateurs). Le total des recettes en équitation s'éleve à 152 182 florins.

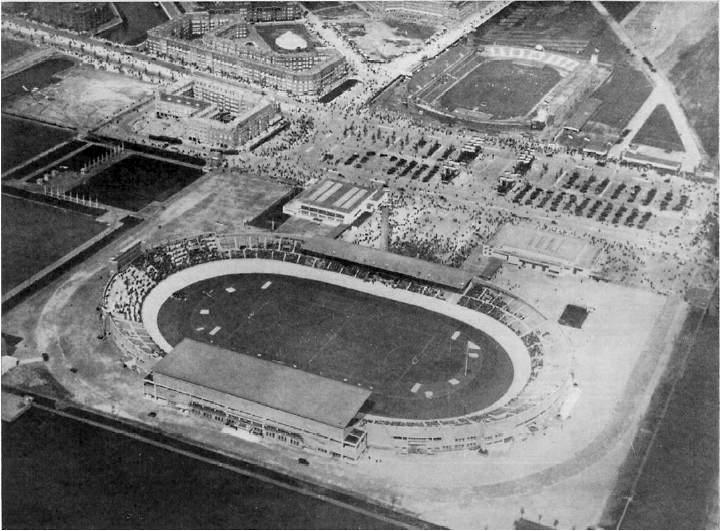
Vue aérienne du stade olympique en 1928.
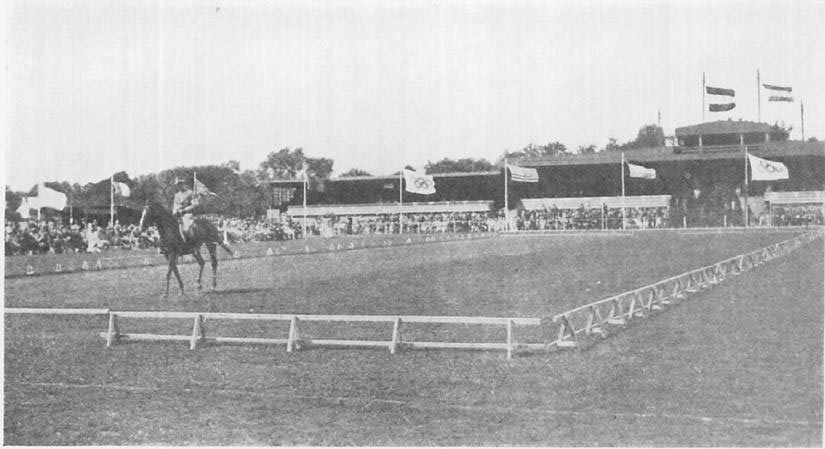
Le suisse W. Gerber sur le rectangle de dressage au stade d'Hilversum.

### Participants
Pour ces jeux, la jeune fédération équestre internationale définit des règles précises en matière d'amateurisme rendant possible une participation : il faut être officier d'active pu être reconnue par la fédération équestre de son pays, et dans ce cas, ne pas appartenir à l'une des catégories entrant dans la définition de professionnel du secteur équestre. À contrario, est considéré comme un professionnel, toute personne qui travaille, monte, utilise ou entraine des chevaux, dans le but de gagner de l'argent. Cela regroupe les propriétaires, les entraineurs, les palefreniers, les employés d'une école d'équitation et les personnes travaillant dans un cirque ou une écurie.
L'Argentine, la Hongrie et le Japon participent pour la première fois aux épreuves équestres. Au total, vingt pays sont représentés :
- Allemagne (9)
- Argentine (3)
- Autriche (3)
- Belgique (9)
- Bulgarie (3)
- Danemark (4)
- États-Unis (6)
- Espagne (6)
- Finlande (1)
- France (9)
- Hongrie (6)
- Italie (6)
- Japon (4)
- Pays-Bas (9)
- Norvège (7)
- Pologne (6)
- Portugal (3)
- Suisse (9)
- Suède (9)
- Tchécoslovaquie (9)

### Épreuves
Six titres issus de trois disciplines sont disputés à l'occasion de ces Jeux olympiques d'été de 1928. Les compétitions équestres se tiennent du 8 au 12 août 1928.
| Discipline       | Individuel | Par équipe | Total |
| ---------------- | ---------- | ---------- | ----- |
| Dressage         | 1          | 1          | 2     |
| Saut d'obstacles | 1          | 1          | 2     |
| Concours complet | 1          | 1          | 2     |
| Total            | 3          | 3          | 6     |

## Résultats

### Dressage

Timbre de la poste ouest-allemande édité en 1968 pour le quarantième anniversaire des victoires de Carl Freiherr von Langen aux jeux.

Cette édition voit l'apparition d'un classement par équipe en dressage. La reprise, imposée, est la même que lors des jeux de Paris quatre ans plus tôt, seul le temps maximum qui avait à l'époque posé un problème est allongé de 10 à 13 min,.
Vingt-neuf cavaliers représentant douze nations prennent part à la compétition de dressage. La médaille en individuel est remporté par Carl Freiherr von Langen sur Draufgänger, ce dernier est remporte également la médaille d'or par équipe avec les autres cavaliers allemands. Il tentera également de concourir dans une autre discipline, le concours de saut d'obstacles, sans succès cette fois-ci.
| Médaille                            | Cavalier                 | Pays      | Cheval      | Points ajustés |
| ----------------------------------- | ------------------------ | --------- | ----------- | -------------- |
| Médaille d'or, Jeux olympiques      | Carl Freiherr von Langen | Allemagne | Draufgänger | 237,42         |
| Médaille d'argent, Jeux olympiques  | Charles Marion           | France    | Linon       | 231            |
| Médaille de bronze, Jeux olympiques | Ragnar Olson             | Suède     | Günstling   | 229,78         |

| Médaille                            | Pays      | Cavaliers                                                      | Points cumulés |
| ----------------------------------- | --------- | -------------------------------------------------------------- | -------------- |
| Médaille d'or, Jeux olympiques      | Allemagne | Carl Freiherr von Langen Hermann Linkenbach Eugen von Lotzbeck | 669,72         |
| Médaille d'argent, Jeux olympiques  | Suède     | Ragnar Olson Janne Lundblad Carl Bonde                         | 650,86         |
| Médaille de bronze, Jeux olympiques | Pays-Bas  | Jan van Reede Pierre Versteegh Gerard le Heux                  | 642,96         |

### Concours complet

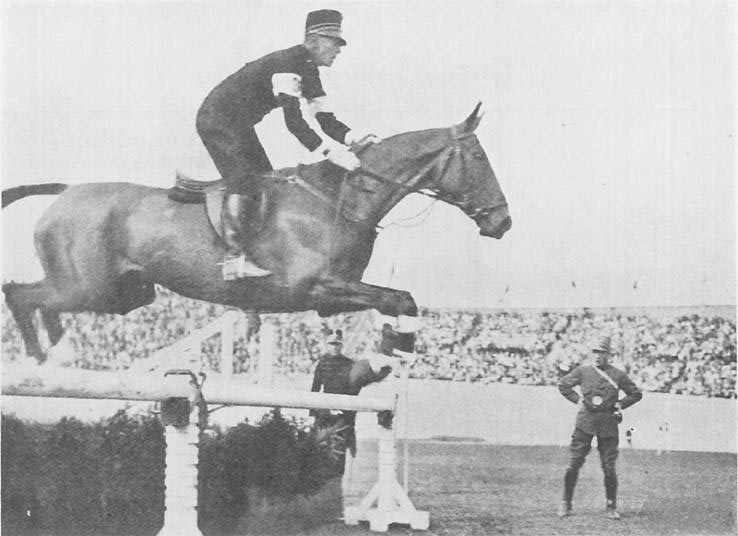
Charles Pahud de Mortanges sur Marcroix.

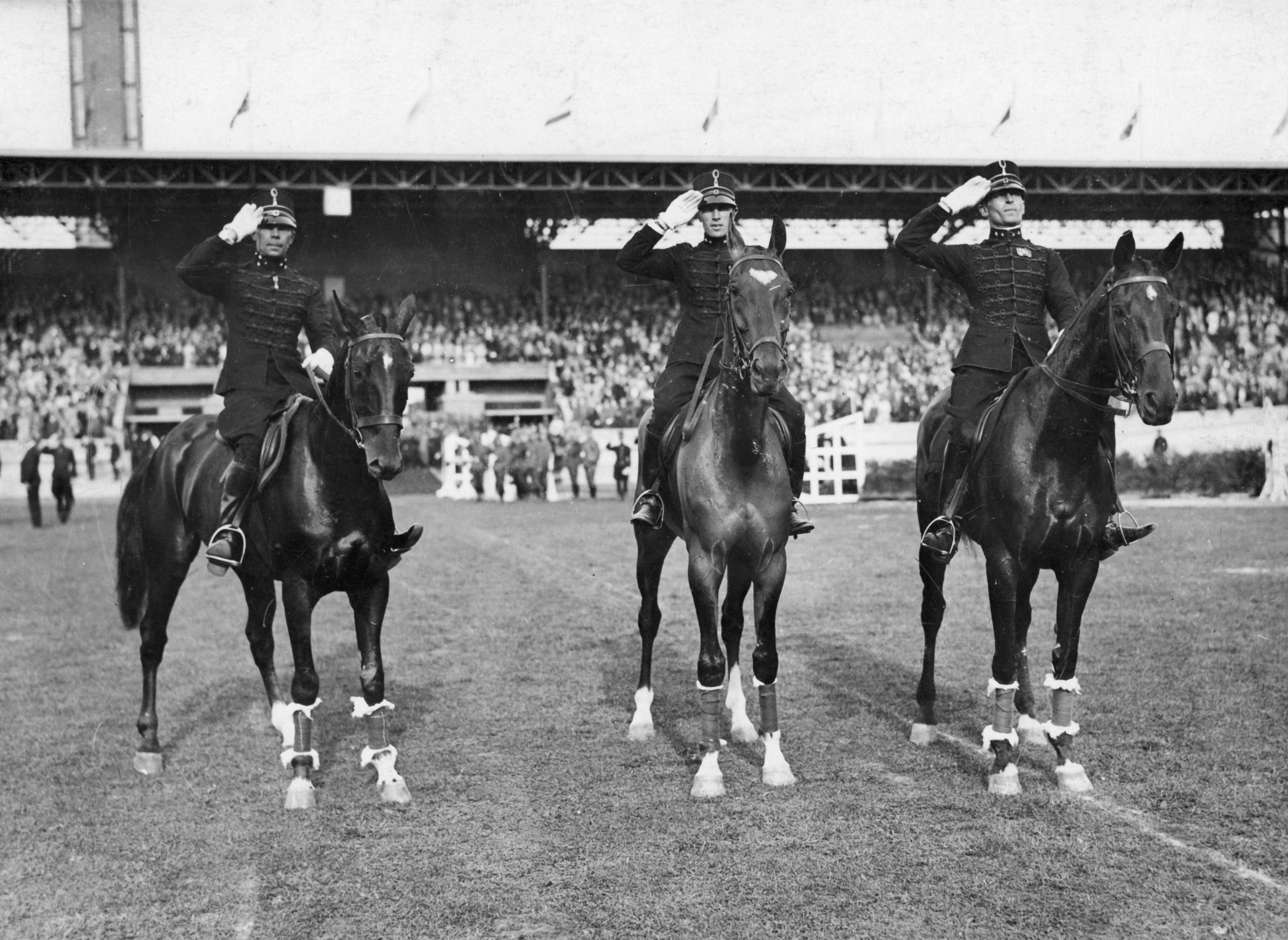
Les trois membres de l'équipe néerlandaise, vainqueurs de la compétition par équipes.

Le règlement a subi quelques modifications par rapport aux jeux de 1924, par exemple, la vitesse moyenne du steeple-chasse est augmentée de 550 mètres/min à 600 mètres/min. Un rééquilibre est aussi opéré entre les disciplines du concours complet. Le dressage voit ainsi les durées des reprises augmentées d'une minute, soit onze minutes au total, et surtout, le nombre de points maximum passer de 200 à 300. À l’inverse, le nombre de points possibles en saut d'obstacles diminue de 400 à 300. Le règlement spécifie également que le parcours de saut d'obstacles doit être composé de 12 obstacles à franchir à une vitesse de 375 mètres/min,.
Quatorze équipes étaient engagées mais seulement trois d'entre elles terminent avec le minimum requis de trois couples cavalier/cheval. Ces dernières se retrouvent donc toutes sur le podium avec comme champions les Pays-Bas qui ont dominé l'épreuve puisque ses membres occupent les deux premières places en individuel.
| Médaille                            | Cavalier                   | Pays      | Cheval   | Points   |
| ----------------------------------- | -------------------------- | --------- | -------- | -------- |
| Médaille d'or, Jeux olympiques      | Charles Pahud de Mortanges | Pays-Bas  | Marcroix | 1 969,82 |
| Médaille d'argent, Jeux olympiques  | Gerard de Kruijff          | Pays-Bas  | Va-T'en  | 1 967,26 |
| Médaille de bronze, Jeux olympiques | Bruno Neumann              | Allemagne | Ilja     | 1 944,42 |

| Médaille                            | Pays     | Cavaliers                                                                 | Points cumulés |
| ----------------------------------- | -------- | ------------------------------------------------------------------------- | -------------- |
| Médaille d'or, Jeux olympiques      | Pays-Bas | Charles Pahud de Mortanges Gerard de Kruijff Adolf Van der Voort Van Zijp | 5 865,68       |
| Médaille d'argent, Jeux olympiques  | Norvège  | Bjart Ording Arthur Qvist Eugen Johansen                                  | 5 395,68       |
| Médaille de bronze, Jeux olympiques | Pologne  | Michał Antoniewicz Józef Trenkwald Karol Rómmel                           | 5 067,92       |

### Saut d'obstacles

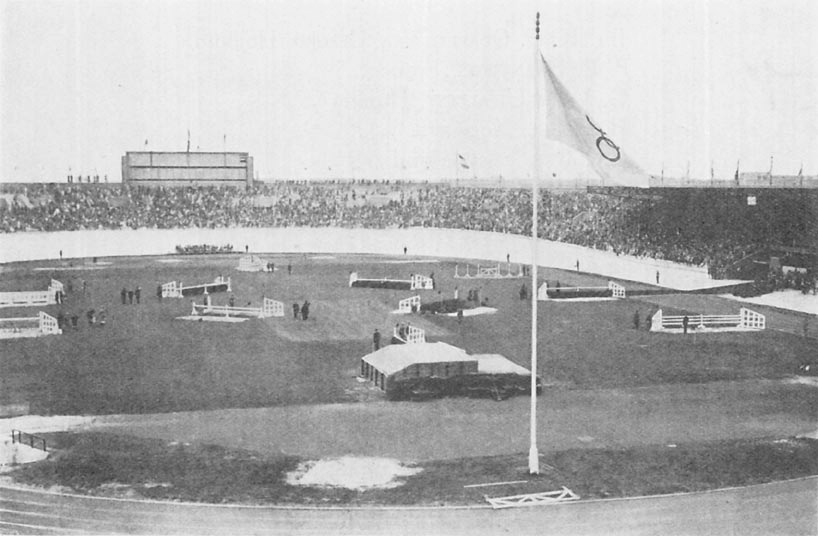
Vue générale sur le parcours au stade olympique d'Amsterdam.

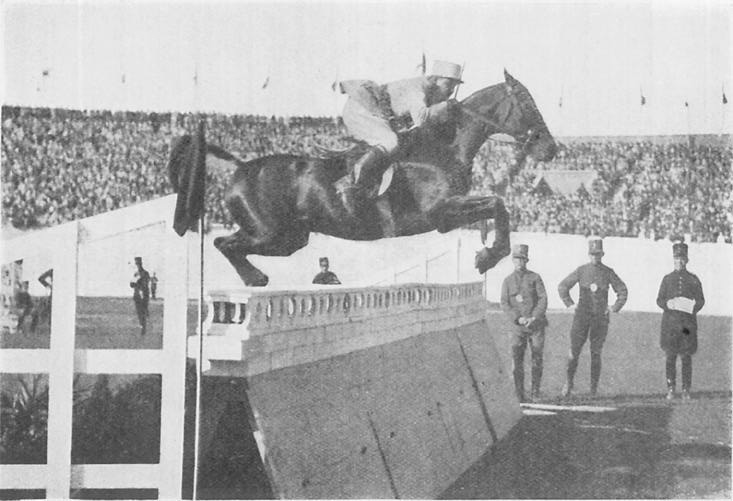
Le cavalier français Pierre Bertran de Balanda sur Papillon.

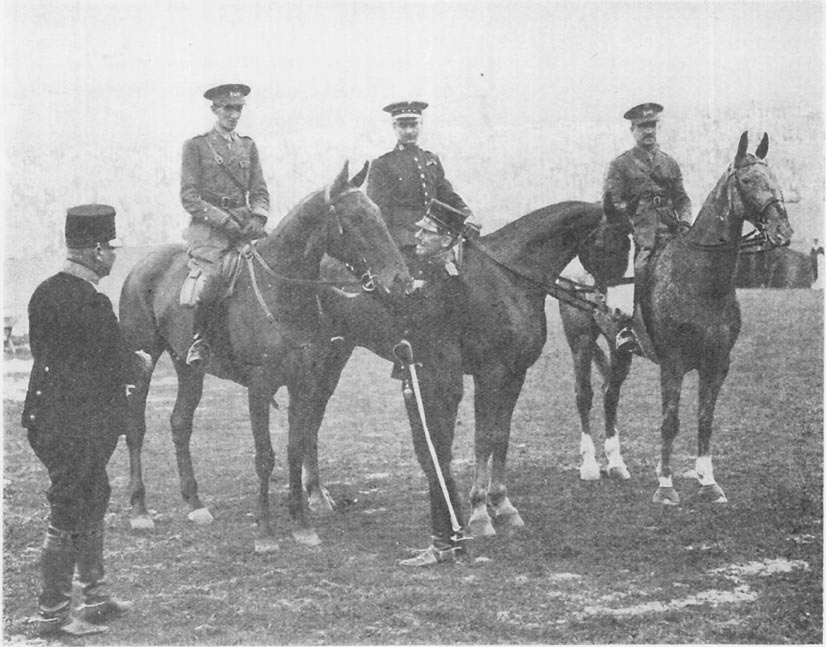
L'équipe espagnole, championne olympique de saut d'obstacles.

Le parcours de 720 mètres de long est composé de 16 obstacles d'une hauteur comprise en 1,25 m et 1,40 m. Il est alors considéré à l'époque comme facile puisque sept couples ont réussi un sans faute.
Quarante-deux cavaliers représentant seize nations prennent part à la compétition de saut d'obstacles. Un premier barrage a eu lieu pour tenter d'avoir un podium, trois cavaliers réussirent à renouveler un parcours parfait. Lors du second barrage, la hauteur de certains obstacles passe à 1,60 m, ce qui permet enfin à départager les trois cavaliers restants : Frantisek Ventura fait un sans faute, il est sacré champion olympique de saut d'obstacles en individuel. Le français Pierre Bertran de Balanda avec papillon termine deuxième (2 fautes) tandis que le bronze va au suisse Charles-Gustave Kuhn (4 fautes).
| Médaille                            | Cavalier                  | Pays            | Cheval   | Points |
| ----------------------------------- | ------------------------- | --------------- | -------- | ------ |
| Médaille d'or, Jeux olympiques      | Frantisek Ventura         | Tchécoslovaquie | Eliot    | 0      |
| Médaille d'argent, Jeux olympiques  | Pierre Bertran de Balanda | France          | Papillon | 2      |
| Médaille de bronze, Jeux olympiques | Charles-Gustave Kuhn      | Suisse          | Pepita   | 4      |

| Médaille                            | Pays    | Cavaliers                                                             | Points cumulés |
| ----------------------------------- | ------- | --------------------------------------------------------------------- | -------------- |
| Médaille d'or, Jeux olympiques      | Espagne | José Navarro Morenes José Álvarez de Bohórquez Julio García Fernández | 4              |
| Médaille d'argent, Jeux olympiques  | Pologne | Kazimierz Gzowski Kazimierz Szosland Michal Antoniewicz               | 8              |
| Médaille de bronze, Jeux olympiques | Suède   | Karl Hansén Carl Björnstjerna Ernst Hallberg                          | 12             |

## Compteur de médailles

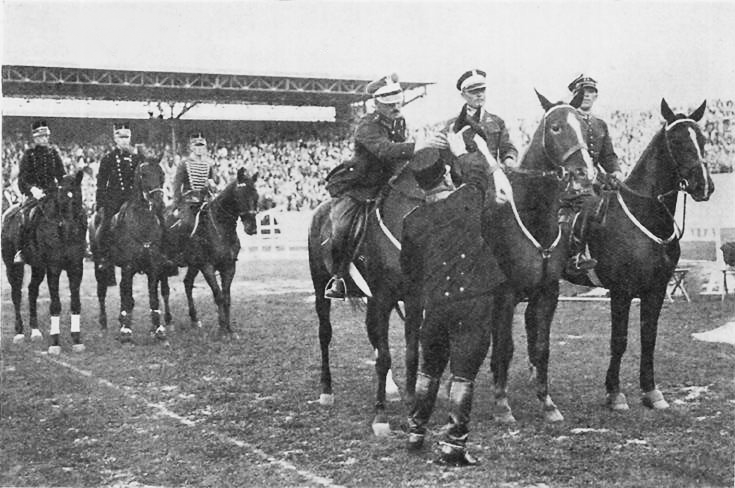
Les équipes polonaises et suédoise recevant leurs prix.

Les Pays-Bas réalisent une très bonne performance à domicile en remportant quatre médailles tandis que l'Allemagne fait son retour en force, cette dernière n'avait pas été invitée après la Première Guerre mondiale lors des jeux de 1920 et 1924. Neuf autres nations réussissent à remporter une médaille en équitation.
|   | Nation          | Or | Argent | Bronze | Total |
| - | --------------- | -- | ------ | ------ | ----- |
| 1 | Pays-Bas        | 2  | 1      | 1      | 4     |
| 2 | Allemagne       | 2  | 0      | 1      | 3     |
| 3 | Espagne         | 1  | 0      | 0      | 1     |
| 3 | Tchécoslovaquie | 1  | 0      | 0      | 1     |
| 5 | France          | 0  | 2      | 0      | 2     |
| 6 | Suède           | 0  | 1      | 2      | 3     |
| 7 | Pologne         | 0  | 1      | 1      | 2     |
| 8 | Norvège         | 0  | 1      | 0      | 1     |
| 9 | Suisse          | 0  | 0      | 1      | 1     |